# 문영주
문영주(文煐周)는 대한민국의 기업인이다.

## 개요
한국의 기업형 외식산업 발전을 선도한 대표적인 외식기업인으로, 다양한 세그먼트의 F&B 브랜드를 성공적으로 도입, 개발, 운영하며 폭 넓은 경험과 입증된 실적을 쌓아온 한국 외식업계의 베테랑이자 마케팅 전문가이다.
제일기획에서 첫 커리어를 시작하였으며, 동양제과 외식사업담당 상무를 거쳐 오리온그룹 계열사 롸이즈온(주) 대표이사를 역임하였다. 1995년부터 2009년까지 美 캐주얼다이닝 레스토랑 체인 <베니건스>, <아시아차우>, <마켓오 레스토랑> 등 외식 브랜드를 런칭하고 운영하였다.
2000년 오리온그룹 멀티플렉스 프로젝트를 맡아 <메가박스>를 코엑스몰에 런칭하였으며, 오리온그룹 계열사 (주)제미로 대표이사를 겸임하여 2001년 <오페라의 유령(The Phantom of the Opera)>의 한국 초연을 시작으로 <캐츠(Cats)>, <미녀와 야수(Beauty and the Beast)> 등 다수의 라이센스 뮤지컬을 기획, 제작하였다.
2012년부터 <미스터피자>, <마노핀>, <제시카키친>을 운영하는 (주)MPK그룹의 대표이사로 근무하였다.
2013년 11월부터 약 10년간 <버거킹>을 대한민국에서 운영하는 (주)비케이알의 대표이사를 역임하였다.
2023년 7월 칼라일그룹이 운영하는 투썸플레이스(주) 대표이사 사장으로 선임되었다.

## 학력
- 중앙대학교 영어영문학 학사
- 미시간 주립 대학교 대학원 커뮤니케이션학 석사

## 약력
- 1995년 ~ 2002년 (주)오리온 외식사업팀장, 본부장, 상무
- 1999년 ~ 2000년 (주)메가박스 씨네플렉스 총괄상무
- 2000년 ~ 2003년 (주)제미로 대표이사
- 2002년 ~ 2009년  롸이즈온(주) 대표이사
- 2012년 ~ 2013년 (주)MPK 그룹 대표이사 사장
- 2013년 ~ 2023년 (주)비케이알 대표이사 사장, 회장
- 2023년 ~ㅤㅤㅤㅤ투썸플레이스(주) 대표이사 사장

## 수상 내역
- 2013년 한국품질경영학회 글로벌 품질경영인 대상[8]
- 2013년 미국 미시간주립대 자랑스러운 동문인상

## 주요 제작 작품
- 2005년 뮤지컬《헤드윅》- 대학로 라이브극장
- 2004년 뮤지컬《미녀와 야수》- LG 아트센터
- 2003년 뮤지컬《캐츠》- 예술의 전당
- 2003년 뮤지컬《매튜본의 백조의 호수》- LG 아트센터
- 2003년 뮤지컬《킹 앤 아이》- LG 아트센터
- 2003년 뮤지컬《Little Shop of Horrors》- Virginia Theatre, NY
- 2001년 ~ 2002년 뮤지컬《오페라의 유령》- LG 아트센터
- 2001년 영화《친구》- 제작 투자